# 3i
3i Group plc är ett av världens största riskkapitalbolag. 3i har varit verksamma i över 60 år och har medverkat i ett mycket stort antal affärer. Bland svenska investeringar i den nuvarande portföljen kan nämnas Boxer och Teknikmagasinet.